# François-Philippe de Haussy
François Philippe Louis Hyacinthe Joseph de Haussy (Bergen, 3 juli 1789 - Brussel, 19 oktober 1869) was een Belgisch liberaal politicus, advocaat en jurist.

## Biografie

### Familie
François-Philippe De Haussy was een zoon van Jacques de Haussy (1739-1797), advocaat, griffier, baljuw van Anderlues en gedeputeerde bij de Staten van Henegouwen, en Ursula de Wesemael (1753-1802). Hij trouwde in 1818 in Fontaine-l'Évêque met Eugénie Desmanet d'Erquennes (1798-1822), dochter van Eugène Desmanet d'Erquennes, lid van de Provinciale Staten van Henegouwen en lid van de Tweede Kamer, en in tweede huwelijk in 1828 in Couillet met Amélie Despret d'Anor (1803-1852). Hij kreeg drie dochters uit zijn eerste huwelijk en een zoon en drie dochters uit zijn tweede huwelijk.
- Charlotte de Haussy (1820-1883), trouwde in 1841 met jhr. Emmanuel de Prelle de la Nieppe (1809-1887), eerste voorzitter van het hof van beroep in Brussel. Ze kregen twee zoons en twee dochters, met afstammelingen tot heden. Ze waren de schoonouders van Auguste van Maldeghem, eerste voorzitter van het Hof van Cassatie.
- Louise de Haussy (1822-1848), trouwde in 1847 in Fontaine-l'Évêque met Barthel Dewandre (1822-1893), advocaat, provincieraadslid van Henegouwen, volksvertegenwoordiger en senator, en zoon van Barthélemy-François Dewandre, advocaat-generaal bij en raadsheer in het Hof van Cassatie. Het huwelijk bleef kinderloos.
- Jenny de Haussy (1830-1907), trouwde in 1850 in Fontaine-l'Évêque met de weduwnaar van haar halfzus, Barthel Dewandre. Ze kregen zes zoons en drie dochters, onder wie Edmond Dewandre, met afstammelingen tot heden.
- Edouard de Haussy (1833-1894), industrieel en senator, trouwde in 1860 in Brussel met Marie Tiberghien (1841-1922), zus van Félix Tiberghien, senator, burgemeester van Manage en provincieraadslid van Henegouwen. Het huwelijk bleef kinderloos.
- Alix de Haussy (1842-1894), trouwde in 1862 in Brussel met Emmanuel Demeure (1834-1893), raadsheer in het Hof van Cassatie. Ze kregen twee zoons en een dochter, met afstammelingen tot heden.

### Carrière
De Haussy promoveerde tot licentiaat in de rechten aan de Académie de droit in Brussel (1811). Hij was advocaat, eerst aan de balie van Charleroi (1811-1829), vervolgens aan die van Brussel (1829-1847).
Hij was gemeenteraadslid en schepen van Fontaine-l'Evêque in 1817-1818.
In 1830 werd De Haussy verkozen tot plaatsvervangend lid van het Nationaal Congres, maar werd niet opgeroepen om effectief te zetelen. 
In 1833 werd hij liberaal senator voor het arrondissement Charleroi, in opvolging van de overleden Ferdinand Puissant d'Agimont d'Heer et Herlette en vervulde dit mandaat tot in 1850.
De Haussy was minister van Justitie van augustus 1847 tot augustus 1850 in de regering-Rogier I. Hij verliet de regering en ook de Senaat bij zijn benoeming tot gouverneur van de Nationale Bank van België in 1850. Hij bekleedde dit ambt bijna twintig jaar, tot aan zijn dood, en het succes van de bank werd in ruime mate aan hem toegeschreven.
Hij was tevens industrieel en speelde een voorname rol als stichter of bestuurder van industriële vennootschappen, onder meer:
- medestichter van de Clouteries mécaniques de Fontaine-l'Évêque;
- medestichter (in 1859) van de Société céramique G. Lambert & Cie, Maastricht;
- voorzitter (vanaf 1863) van de Société pour la fabrication de faïences fines et produits céramiques, dite Société Céramique, Maastricht;
- medestichter van de Leather Cloth Company, West Ham, Londen;
- bestuurder en voorzitter van de Société verreries de Mariemont;
- bestuurder Manufacture de glaces, Brussel;
- bestuurder van de Moulins à Vapeur, Raffinerie de Sel et Brasserie de Marchienne-au-Pont;
- bestuurder en voorzitter van de Charbonnages Piéton;
- bestuurder van de Laminoirs, hauts-fourneaux, forges, fonderies et usines de la Providence nabij Charleroi;
- bestuurder van de concessie van het spoorwegbaanvak tussen Marchienne-au-Pont en Beaumont;
- lid van de raad van toezicht van Forges de Sarrebruck, vervolgens van de Mines du Luxembourg et des forges de Sarrebruck.